# رندی لینان
رندی لینان (انگلیسی: Randi Leinan؛ زادهٔ ۹ آوریل ۱۹۶۸) بازیکن فوتبال اهل نروژ است.